# Поляна (Днепропетровская область)
Поляна (укр. Поляна) — село,
Кудашевский сельский совет,
Криничанский район,
Днепропетровская область,
Украина.
Код КОАТУУ — 1222083507. Население по переписи 2001 года составляло 58 человек.

## Географическое положение
Село Поляна находится у истоков реки Сухая Саксагань,
ниже по течению на расстоянии в 2 км расположено село Благословенная.
Река в этом месте пересыхает, на ней сделано несколько запруд.